# Corni (Botoșani)
Corni is een Roemeense gemeente in het district Botoșani.
Corni telt 6695 inwoners.